# 江舟航
江舟航（1986年—），臺灣作家、甜點師，以文學甜點的創新及食農教育推廣聞名。

## 生平
江舟航於高雄縣六龜鄉（今高雄市六龜區）出生成長。曾到臺北當模特兒、參與歌唱選秀節目超級星光大道2。原先進駐高雄市新興區的三餘書店開設烘焙坊，2016年創立店面「日食生活」，推出其閱讀故事後感想與味覺結合的文學甜點，例如以小說再見柏林為靈感製作微苦的咖啡摩卡塔。2017年開始，其在家鄉開展「六龜學童伴學計畫」，以五行概念設計，每年透過陶藝、木工、染織及料理等課程激發孩童的興趣。2022年在屏東縣萬巒鄉公所規劃的田園饗宴活動擔任主廚，以百香果為主題設計不同料理。

## 著作
- 《土文青，洋菓子：書店頂樓的甜點師》（2015年，二魚文化）[11]